# Aneira
Aneira is een studioalbum van Aidan Baker. Het album bestaat slechts uit één stuk, Aneira. Aneira is Welsh voor sneeuw. Baker speelde op een akoestische gitaar in de Broken Spine geluidsstudio in Berlijn en vervormde het geluid totdat een ambientimprovisatie ontstond. Hij voorzag de uitgave van een eigen gedicht. Baker geeft dan ook al jaren boeken uit.

## Musici
- Aidan Baker - gitaar

## Muziek
| Nr. | Titel  | Duur  |
| --- | ------ | ----- |
| 1.  | Aneira | 47:33 |